# 樫山武士
樫山武士（かしやま たけし、1969年（昭和44年）8月-）は日本の自動車技術者。スズキにおいて、自動車の生産技術に関する業務、研究開発に従事し、電着塗装の膜厚予測シミュレーション技術を実用化させた。第2回NHK高専ロボコンに出場しており、様々なロボットコンテストで受賞実績がある。日本機械学会畠山賞、日本機械学会賞（技術奨励）受賞。

## 概要
自動車修理工場を営む家に生まれ、国立鈴鹿工業高等専門学校機械工学科に進学。黎明期のNHK高専ロボコンに出場し、アイデア賞を受賞している。1990年3月に同校を卒業し、愛知県豊橋市の豊橋技術科学大学に編入学。同大学でも仲間達とNHK大学ロボコン等に参加している。
1994年に修士課程を修了し、スズキに就職。生産技術部門で塗装治具等の業務に従事する。その後開発部に移籍し、自動車生産で課題になっていた電着塗装の塗膜厚さのシミュレーション技術の研究開発に取り組む。同技術は実用化に成功し、新車開発時の必須技術になっている。また、塗装不良を防ぐ部品や錆びにくい部品、意匠面にウェルドラインやヒケを生じにくい樹脂成型部品等の開発にも従事している。
この間、様々なロボット競技会に出場し、実績を上げている。2007年の高専ロボコン20周年企画においては、「ロボコンの魅力は、自分なりに悩みながら目標を決めること。成し遂げたときの達成感。 将来、息子と一緒にいろいろなロボコンに参加したい」というメッセージが取り上げられている。また、学会誌に掲載された記事では、ロボコンでは解決する課題を自ら設定する、それは企業における研究開発の仕事にも通じると、ロボコンの意義を指摘している。

## 略歴
- 1990年3月：鈴鹿工業高等専門学校機械工学科卒業
- 1990年4月：豊橋技術科学大学工学部エネルギー工学課程 第3年次編入学
- 1992年3月：豊橋技術科学大学工学部エネルギー工学課程 卒業
- 1994年3月：豊橋技術科学大学大学院工学研究科エネルギー工学専攻修士課程 修了
- 1994年4月：スズキ入社[2]
- 2006年4月：計算力学技術者認定試験（2005年度固体力学分野2級）合格[11]

## 受賞歴
- 1989年：アイデア対決ロボットコンテスト高専部門『オクトパスフットボール』アイデア賞「エスカル号」[12]
- 1990年：日本機械学会 畠山賞[注 2][3]
- 1996年：豊田クリエイティブ大賞 努力賞[14]
- 1996年：日本機械学会プレロボットグランプリ[15]『からくり部門』 一般審査委員賞・最優秀賞[14]
- 2002年：かわさきロボット競技会 明治製菓賞「うみねこ」[16]
- 2003年：かわさきロボット競技会 協育歯車工業賞「うみねこ」[17]
- 2005年：日本機械学会賞（技術奨励）「自動車の車体に対する電着塗装シミュレーションシステムの開発」[1]

## 社会的活動
- 日本機械学会
- 自動車技術会

## 主な著作
- 樫山武士「電着塗装CAEによる膜厚予測手法の開発」『Suzuki Technical Review』第29巻、2003年3月、11-15頁。
- 樫山武士「新型スイフト - 新型スイフトにおける電着塗装シミュレーションの適用」『Suzuki Technical Review』第31巻、2005年3月、29-33頁。
- T. Kashiyama (2006). “Development of Simulation Technology Painting of Vehicle Bodies”. Proc. of FISITA 2006 world Automotive Congress:  F2006M238.
- 樫山武士「「ロボコン」で学んだもの(<メカライフ特集>機械屋になって10年)」『日本機械学会誌』第113巻第1096号、2010年3月、158-159頁、doi:10.1299/jsmemag.113.1096_158、NAID 110007574695。
- 樫山武士、梶田勝也「電着塗装へのコンピュータシミュレーション技術の導入」『Suzuki Technical Review』第38巻、2012年3月、60-64頁。
- 樫山武士、梶田勝也「塗装槽内での車体移動を考慮した電着塗装膜厚および塗料使用量予測技術の開発」『自動車技術会論文集』第43巻第6号、2012年11月、1407-1412頁、doi:10.11351/jsaeronbun.43.1407、NAID 130007649862。